# Chikkasandra, Bangalore South
Chikkasandra là một làng thuộc tehsil Bangalore South, huyện Bangalore Urban, bang Karnataka, Ấn Độ.